# 釋盤谷
釋盤谷（？—1336年），號麗水，海鹽州人士（現中國浙江省 海鹽縣），元朝杭州慧因寺沙門。

## 生平
盤谷法師生得其貌不揚但志氣超邁，博覽經史子籍，性喜行腳於各處山水之間。元朝至元（1335年11月－1340年）年間，遊歷五臺、峨嵋、伏牛、少室等名山勝地，足跡半天下，詩名滿世間。時駙馬高麗瀋王聽聞法師的德望，便行文恭聘法師於杭州慧因寺講《華嚴經》大意，法師的無礙辯才令七眾佛弟子大為折服敬仰，法師的聲望益加崇隆。之後移錫到松郡搆精舍，勤修淨業，每日精進念阿彌陀佛佛號。
盤谷法師於七十歲時身無疾病，預告往升時至，盤腿坐化圓寂。

## 著作
- 《游山詩集》三卷